# Char 58
 (octobre 2020).
Le contenu est difficilement compréhensible vu les erreurs de traduction, qui sont peut-être dues à l'utilisation d'un logiciel de traduction automatique.
Le Char moyen 58 (Mittlerer Panzer 58) était un char moyen de conception suisse. Les douze chars produits ont été convertis en Panzer 61.

## Histoire et évolution
Après la Seconde Guerre mondiale, la Suisse n'était équipée que de véhicules de combat obsolètes de production étrangère tels que le Hetzer. La Suisse a cherché à acheter de nouveaux véhicules de combat blindés mais n'a pas pu le faire en raison de l'implication d'autres pays dans la guerre de Corée. En conséquence, un financement a été alloué pour le développement en Suisse d'un char moyen en 1953. Le premier prototype a été achevé par Eidgenoessische Konstruktionswerkstaette en 1957 et a été désigné Char 58. L'armement principal du premier prototype était un canon suisse de 90 mm. Un deuxième prototype était équipé d'un canon britannique de 84 mm de type Ordnance QF 20 pounder. Dix autres chars armés d'un canon de 105 mm ont été fabriqués de 1960 à 1961.   
Le Char 58 a servi de base au Char 61 et les leçons apprises avec le projet du Char 58 ont guidé le développement de la doctrine blindée suisse tout au long de la Guerre froide. De même, les modifications et spécificités apportées au Char 87 Leo ont germé lors du projet du Char 58.

## Caractéristiques du véhicule
L'unité d'entraînement était compacte, modulaire et pouvait être facilement installée. Elle se composait du moteur, du moteur auxiliaire, de l'appareil de direction, de la transmission et du radiateur. Le moteur auxiliaire était un moteur diesel à quatre cylindres et était utilisé pour entraîner le générateur principal ainsi que l'alimentation électrique. En cas de problème avec le moteur principal, le blindé pouvait être manœuvré sur de courtes distances avec le moteur auxiliaire via la transmission auxiliaire. La transmission avait 6 vitesses avant et 2 vitesses arrière. Les freins et le frein de stationnement se composaient de deux freins sur les côtés gauche et droit de la boîte de vitesses. La tourelle était située au centre du char.   
L'équipage du Char 58 était composé de quatre membres : le commandant de char, le conducteur, le chargeur et le pointeur-tireur. 

## Utilisation
Le Char 58 a été en service dans l'armée suisse entre 1958 et 1964. Les véhicules ont ensuite été convertis et utilisés comme Panzer 61.